# شاين باول
شاين باول (بالإنجليزية: Shane Paul) (25 يناير 1987 بوالسال في المملكة المتحدة - ) هو لاعب كرة قدم بريطاني في مركز الهجوم. شارك مع منتخب إنجلترا تحت 16 سنة لكرة القدم ومنتخب إنجلترا تحت 17 سنة لكرة القدم ومنتخب إنجلترا تحت 18 سنة لكرة القدم. أما مع النوادي، فقد لعب مع أستون فيلا وسكونثورب يونايتد ونادي راشل أوليمبيك وHalesowen Town F.C. ‏ ونادي تشيلتنهام تاون لكرة القدم وRedditch United F.C. ‏.

## وصلات خارجية
- شاين باول على موقع قاعدة بيانات كرة القدم.إي يو (الإنجليزية)
- شاين باول على موقع Soccerbase.com (لاعب) (الإنجليزية)